# Staudingeria
Staudingeria är ett släkte av fjärilar. Staudingeria ingår i familjen mott.

## Dottertaxa tillStaudingeria, i alfabetisk ordning[1]
- Staudingeria adustella
- Staudingeria albipennella
- Staudingeria ancylopsidis
- Staudingeria aspilatella
- Staudingeria benderella
- Staudingeria bicolorella
- Staudingeria brunneella
- Staudingeria bulganella
- Staudingeria calcariella
- Staudingeria calcariellina
- Staudingeria calligonella
- Staudingeria cinnamomella
- Staudingeria combustella
- Staudingeria costalbella
- Staudingeria desertella
- Staudingeria deserticola
- Staudingeria eremicola
- Staudingeria fractifasciella
- Staudingeria fuscovenella
- Staudingeria gozmanyella
- Staudingeria griseolella
- Staudingeria holophaceella
- Staudingeria holophaeella
- Staudingeria illineella
- Staudingeria innotalis
- Staudingeria kaszabi
- Staudingeria kebiliella
- Staudingeria khuzistanella
- Staudingeria labeculella
- Staudingeria magnifica
- Staudingeria mimeugraphella
- Staudingeria minimella
- Staudingeria monella
- Staudingeria morbosella
- Staudingeria myosella
- Staudingeria nigricella
- Staudingeria obscurior
- Staudingeria olivacella
- Staudingeria pallidicostella
- Staudingeria pamira
- Staudingeria partitella
- Staudingeria perluteella
- Staudingeria persicella
- Staudingeria pruinosella
- Staudingeria psammicola
- Staudingeria reginella
- Staudingeria rubrocolorella
- Staudingeria rubronervella
- Staudingeria ruehli
- Staudingeria rufociliella
- Staudingeria rufulella
- Staudingeria simplicella
- Staudingeria spectrifasciella
- Staudingeria steppicola
- Staudingeria suboblitella
- Staudingeria unicolorella
- Staudingeria unipunctella
- Staudingeria versicolorella
- Staudingeria vinosparsella
- Staudingeria yerburii